# Flammenwerfer M.16.
Flammenwerfer M.16. — немецкий переносной ранцевый огнемет, который использовался во время Первой мировой войны в позиционной войне. Это был первый огнемет, когда-либо применявшийся в бою в 1915 году в Вердене. Он также использовался в 1918 году в Мёз-Аргоннском наступлении во Франции против союзных войск, что было показано в фильме 2001 года «Потерянный батальон». Также в газете «Живой век» за 1917 год можно найти свидетельства очевидцев о его использовании в битве на Сомме в 1916 году.
| Тип Оружия         |                    |                            |                     |                    |                      |                  |                 |
| ------------------ | ------------------ | -------------------------- | ------------------- | ------------------ | -------------------- | ---------------- | --------------- |
| Пистолеты          | Пистолет Люгера    | F.L. Selbstlader Cal. 7,65 | Mauser C96          | Mauser Модель 1914 | Dreyse M1907         | Пистолет Beholla | Револьвер M1879 |
| Винтовки           | Gewehr 98          | Gewehr 1888                | Mauser Modell 1907  | Mondragon rifle    | Mauser 1918 T-Gewehr |                  |                 |
| Пистолеты-Пулемёты | МP18               |                            |                     |                    |                      |                  |                 |
| Пулемёты           | MG 08              | MG 08/15                   | Bergmann MG 15nA    | Мадсен (пулемёт)   |                      |                  |                 |
| Огнемёты           | Kleinflammenwerfen | Grossflammenwerfer         | Flammenwerfer M.16. | Wechselapparat     |                      |                  |                 |
| Гранаты            | Stielhandgranate   | Kugelhandgranate           | Model 17 grenade    |                    |                      |                  |                 |
| Патроны            | 9×19 мм Парабеллум | 7.63×25 мм Маузер          | .32 АСР             | 10.6×25 мм R       | 7.92×57 мм Маузер    | 13.2 мм TuF      |                 |